# Medagliati olimpici nella ginnastica artistica maschile
Elenco dei vincitori di medaglia olimpica nella ginnastica artistica, ordinati per specialità.
Italiani

## Medagliere
Il seguente medagliere, aggiornato a Rio de Janeiro 2016, prende in considerazione anche le medaglie dei Giochi olimpici intermedi di Atene 1906.
In corsivo le nazioni (o squadre) non più esistenti.
| Pos | Nazione                   | Oro | Argento | Bronzo | Totale |
| --- | ------------------------- | --- | ------- | ------ | ------ |
| 1   | Unione Sovietica          | 39  | 38      | 17     | 94     |
| 2   | Giappone                  | 31  | 33      | 33     | 97     |
| 3   | Stati Uniti               | 23  | 22      | 21     | 66     |
| 4   | Cina                      | 20  | 12      | 8      | 40     |
| 5   | Svizzera                  | 16  | 19      | 13     | 48     |
| 6   | Italia                    | 14  | 4       | 9      | 27     |
| 7   | Germania                  | 12  | 10      | 12     | 34     |
| 8   | Finlandia                 | 8   | 5       | 12     | 25     |
| 9   | Ungheria                  | 8   | 5       | 4      | 17     |
| 10  | Squadra Unificata         | 6   | 4       | 2      | 12     |
| 11  | Grecia                    | 5   | 3       | 2      | 10     |
| 12  | Jugoslavia                | 5   | 2       | 4      | 11     |
| 13  | Russia                    | 4   | 6       | 11     | 21     |
| 14  | Svezia                    | 4   | 1       | 0      | 5      |
| 15  | Cecoslovacchia            | 3   | 7       | 9      | 19     |
| 16  | Germania Est              | 3   | 3       | 10     | 16     |
| 17  | Ucraina                   | 3   | 2       | 4      | 9      |
| 18  | Francia                   | 2   | 10      | 9      | 21     |
| 19  | Gran Bretagna             | 2   | 3       | 6      | 11     |
| 20  | Bulgaria                  | 2   | 2       | 5      | 9      |
| 21  | Spagna                    | 2   | 1       | 0      | 3      |
| 22  | Corea del Nord            | 2   | 0       | 0      | 2      |
| 23  | Romania                   | 1   | 4       | 4      | 9      |
| 23  | Corea del Sud             | 1   | 4       | 4      | 9      |
| 25  | Danimarca                 | 1   | 2       | 1      | 4      |
| 25  | Norvegia                  | 1   | 2       | 1      | 4      |
| 25  | Brasile                   | 1   | 2       | 1      | 4      |
| 28  | Polonia                   | 1   | 1       | 1      | 3      |
| 29  | Lettonia                  | 1   | 1       | 0      | 2      |
| 29  | Austria                   | 1   | 1       | 0      | 2      |
| 31  | Squadra Unificata Tedesca | 1   | 0       | 1      | 2      |
| 32  | Canada                    | 1   | 0       | 0      | 1      |
| 32  | Paesi Bassi               | 1   | 0       | 0      | 1      |
| 32  | Squadra mista             | 1   | 0       | 0      | 1      |
| 35  | Belgio                    | 0   | 1       | 1      | 2      |
| 36  | Croazia                   | 0   | 1       | 0      | 1      |
| 37  | Bielorussia               | 0   | 0       | 4      | 4      |
| 38  | Germania Ovest            | 0   | 0       | 1      | 1      |
| 38  | Uzbekistan                | 0   | 0       | 1      | 1      |

## Albo d'oro

### Concorso a squadre
| Edizione                                  | Oro | Argento          | Bronzo                    |
| ----------------------------------------- | --- | ---------------- | ------------------------- |
| St. Louis 1904                            | Squadra mista | Stati Uniti      | Stati Uniti               |
| Atene 1906                                | Norvegia | Danimarca        | Italia                    |
| Londra 1908                               | Svezia | Norvegia         | Finlandia                 |
| Stoccolma 1912                            | Italia | Ungheria         | Gran Bretagna             |
| Anversa 1920                              | Italia | Belgio           | Francia                   |
| Parigi 1924                               | Italia | Francia          | Svizzera                  |
| Amsterdam 1928                            | Svizzera | Cecoslovacchia   | Jugoslavia                |
| Los Angeles 1932                          | Italia | Stati Uniti      | Finlandia                 |
| Berlino 1936                              | Germania | Svizzera         | Finlandia                 |
| Londra 1948                               | Finlandia | Svizzera         | Ungheria                  |
| Helsinki 1952                             | [[File: Flag of the Soviet Union (1936 – 1955).svg\|class=noviewer\| Unione Sovietica (bandiera)\|border\|20x16px]] Unione Sovietica | Svizzera         | Finlandia                 |
| Melbourne 1956                            | Unione Sovietica | Giappone         | Finlandia                 |
| Roma 1960                                 | Giappone | Unione Sovietica | Italia                    |
| Tokyo 1964                                | Giappone | Unione Sovietica | Squadra Unificata Tedesca |
| Città del Messico 1968                    | Giappone | Unione Sovietica | Germania Est              |
| Monaco 1972                               | Giappone | Unione Sovietica | Germania Est              |
| Montreal 1976                             | Giappone | Unione Sovietica | Germania Est              |
| Mosca 1980                                | Unione Sovietica | Germania Est     | Ungheria                  |
| Los Angeles 1984                          | Stati Uniti | Cina             | Giappone                  |
| Seul 1988                                 | Unione Sovietica | Germania Est     | Giappone                  |
| Barcellona 1992                           | Squadra Unificata | Cina             | Giappone                  |
| Atlanta 1996                              | Russia | Cina             | Ucraina                   |
| Sydney 2000                               | Cina | Ucraina          | Russia                    |
| Atene 2004                                | Giappone | Stati Uniti      | Romania                   |
| Pechino 2008                              | Cina | Giappone         | Stati Uniti               |
| Londra 2012                               | Cina | Giappone         | Gran Bretagna             |
| Rio de Janeiro 2016                       | Giappone | Russia           | Cina                      |
| Tokyo 2020                                | ROC | Giappone         | Cina                      |
| Parigi 2024                               | Giappone | Cina             | Stati Uniti               |
| Nazione meglio premiata: Giappone (8/4/3) | |                  |                           |

### Concorso individuale
| Edizione                                                    | Oro | Argento | Bronzo                                    |
| ----------------------------------------------------------- | --- | --- | ----------------------------------------- |
| Parigi 1900                                                 | Gustave Sandras | Noël Bas | Lucien Démanet                            |
| St. Louis 1904                                              | Julius Lenhart | Wilhelm Weber | Adolf Spinnler                            |
| Londra 1908                                                 | Alberto Braglia | Walter Tysall | Louis Ségura                              |
| Stoccolma 1912                                              | Alberto Braglia | Louis Ségura | Adolfo Tunesi                             |
| Anversa 1920                                                | Giorgio Zampori | Marco Torrès | Jean Gounot                               |
| Parigi 1924                                                 | Leon Štukelj | Robert Pražák | Bedřich Šupčík                            |
| Amsterdam 1928                                              | Georges Miez | Hermann Hänggi | Leon Štukelj                              |
| Los Angeles 1932                                            | Romeo Neri | István Pelle | Heikki Savolainen                         |
| Berlino 1936                                                | Alfred Schwarzmann | Eugen Mack | Konrad Frey                               |
| Londra 1948                                                 | Veikko Huhtanen | Walter Lehmann | Paavo Aaltonen                            |
| Helsinki 1952                                               | [[File: Flag of the Soviet Union (1936 – 1955).svg\|class=noviewer\| Unione Sovietica (bandiera)\|border\|20x16px]] Viktor Čukarin | [[File: Flag of the Soviet Union (1936 – 1955).svg\|class=noviewer\| Unione Sovietica (bandiera)\|border\|20x16px]] Hrant Šahinyan | Josef Stalder                             |
| Melbourne 1956                                              | Viktor Čukarin | Takashi Ono | Jurij Titov                               |
| Roma 1960                                                   | Boris Šachlin | Takashi Ono | Jurij Titov                               |
| Tokyo 1964                                                  | Yukio Endō | Viktor Lisickij | —                                         |
| Tokyo 1964                                                  | Yukio Endō | Boris Šachlin | —                                         |
| Tokyo 1964                                                  | Yukio Endō | Shūji Tsurumi | —                                         |
| Città del Messico 1968                                      | Sawao Katō | Michail Voronin | Akinori Nakayama                          |
| Monaco 1972                                                 | Sawao Katō | Eizō Kenmotsu | Akinori Nakayama                          |
| Montreal 1976                                               | Nikolaj Andrianov | Sawao Katō | Mitsuo Tsukahara                          |
| Mosca 1980                                                  | Aleksandr Ditjatin | Nikolaj Andrianov | Stojan Delčev                             |
| Los Angeles 1984                                            | Kōji Gushiken | Peter Vidmar | Li Ning                                   |
| Seul 1988                                                   | Vladimir Artëmov | Valerij Ljukin | Dmitrij Bilozerčev                        |
| Barcellona 1992                                             | Vital' Ščėrba | Hryhorij Misjutin | Valerij Belen'kij                         |
| Atlanta 1996                                                | Li Xiaoshuang | Aleksej Nemov | Vital' Ščėrba                             |
| Sydney 2000                                                 | Aleksej Nemov | Yang Wei | Oleksandr Bereš                           |
| Atene 2004                                                  | Paul Hamm | Kim Dae-eun | Yang Tae-young                            |
| Pechino 2008                                                | Yang Wei | Kōhei Uchimura | Benoît Caranobe                           |
| Londra 2012                                                 | Kōhei Uchimura | Marcel Nguyen | Danell Leyva                              |
| Rio de Janeiro 2016                                         | Kōhei Uchimura | Oleg Verniaiev | Max Whitlock                              |
| Tokyo 2020                                                  | Daiki Hashimoto | Xiao Ruoteng | Nikita Nagornyj                           |
| Parigi 2024                                                 | Shinnosuke Oka | Zhang Boheng | Xiao Ruoteng                              |
| Atleta meglio premiato: Sawao Katō e Kōhei Uchimura (2/1/0) | Atleta meglio premiato: Sawao Katō e Kōhei Uchimura (2/1/0)                                                                        | Nazione meglio premiata: Giappone (8/6/3)                                                                                          | Nazione meglio premiata: Giappone (8/6/3) |

### Corpo libero
| Edizione                                          | Oro                                               | Argento                                           | Bronzo                                            |
| ------------------------------------------------- | ------------------------------------------------- | ------------------------------------------------- | ------------------------------------------------- |
| Los Angeles 1932                                  | István Pelle                                      | Georges Miez                                      | Mario Lertora                                     |
| Berlino 1936                                      | Georges Miez                                      | Josef Walter                                      | Konrad Frey                                       |
| Berlino 1936                                      | Georges Miez                                      | Josef Walter                                      | Eugen Mack                                        |
| Londra 1948                                       | Ferenc Pataki                                     | János Mogyorósy-Klencs                            | Zdeněk Růžička                                    |
| Helsinki 1952                                     | William Thoresson                                 | Jerzy Jokiel                                      | —                                                 |
| Helsinki 1952                                     | William Thoresson                                 | Tadao Uesako                                      | —                                                 |
| Melbourne 1956                                    | Valentin Muratov                                  | Nobuyuki Aihara                                   | —                                                 |
| Melbourne 1956                                    | Valentin Muratov                                  | Viktor Čukarin                                    | —                                                 |
| Melbourne 1956                                    | Valentin Muratov                                  | William Thoresson                                 | —                                                 |
| Roma 1960                                         | Nobuyuki Aihara                                   | Jurij Titov                                       | Franco Menichelli                                 |
| Tokyo 1964                                        | Franco Menichelli                                 | Viktor Lisickij                                   | —                                                 |
| Tokyo 1964                                        | Franco Menichelli                                 | Yukio Endō                                        | —                                                 |
| Città del Messico 1968                            | Sawao Katō                                        | Akinori Nakayama                                  | Takeshi Kato                                      |
| Monaco 1972                                       | Nikolaj Andrianov                                 | Akinori Nakayama                                  | Shigeru Kasamatsu                                 |
| Montreal 1976                                     | Nikolaj Andrianov                                 | Vladimir Marčenko                                 | Peter Kormann                                     |
| Mosca 1980                                        | Roland Brückner                                   | Nikolaj Andrianov                                 | Aleksandr Ditjatin                                |
| Los Angeles 1984                                  | Li Ning                                           | Lou Yun                                           | Koji Sotomura                                     |
| Los Angeles 1984                                  | Li Ning                                           | Lou Yun                                           | Philippe Vatuone                                  |
| Seul 1988                                         | Sergej Char'kov                                   | Vladimir Artëmov                                  | Yukio Iketani                                     |
| Seul 1988                                         | Sergej Char'kov                                   | Vladimir Artëmov                                  | Lou Yun                                           |
| Barcellona 1992                                   | Li Xiaoshuang                                     | Yukio Iketani                                     | —                                                 |
| Barcellona 1992                                   | Li Xiaoshuang                                     | Hryhorij Misjutin                                 | —                                                 |
| Atlanta 1996                                      | Ioannis Melissanidis                              | Li Xiaoshuang                                     | Aleksej Nemov                                     |
| Sydney 2000                                       | Igors Vihrovs                                     | Aleksej Nemov                                     | Jordan Jovčev                                     |
| Atene 2004                                        | Kyle Shewfelt                                     | Marian Drăgulescu                                 | Jordan Jovčev                                     |
| Pechino 2008                                      | Zou Kai                                           | Gervasio Deferr                                   | Anton Golocuckov                                  |
| Londra 2012                                       | Zou Kai                                           | Kōhei Uchimura                                    | Denis Abljazin                                    |
| Rio de Janeiro 2016                               | Max Whitlock                                      | Diego Hypólito                                    | Arthur Mariano                                    |
| Tokyo 2020                                        | Artem Dolgopyat                                   | Rayderley Zapata                                  | Xiao Ruoteng                                      |
| Parigi 2024                                       | Carlos Edriel Yulo                                | Artem Dolgopyat                                   | Jake Jarman                                       |
| Atleta meglio premiato: Nikolaj Andrianov (2/1/0) | Atleta meglio premiato: Nikolaj Andrianov (2/1/0) | Nazione meglio premiata: Unione Sovietica (4/6/1) | Nazione meglio premiata: Unione Sovietica (4/6/1) |

### Cavallo con maniglie
| Edizione                                     | Oro | Argento | Bronzo                                            |
| -------------------------------------------- | --- | --- | ------------------------------------------------- |
| Atene 1896                                   | Louis Zutter | Hermann Weingärtner | —                                                 |
| St. Louis 1904                               | Anton Heida | George Eyser | William Merz                                      |
| Parigi 1924                                  | Josef Wilhelm | Jean Gutweniger | Antoine Rebetez                                   |
| Amsterdam 1928                               | Hermann Hänggi | Georges Miez | Heikki Savolainen                                 |
| Los Angeles 1932                             | István Pelle | Omero Bonoli | Frank Haubold                                     |
| Berlino 1936                                 | Konrad Frey | Eugen Mack | Albert Bachmann                                   |
| Londra 1948                                  | Paavo Aaltonen | — | —                                                 |
| Londra 1948                                  | Veikko Huhtanen | — | —                                                 |
| Londra 1948                                  | Heikki Savolainen | — | —                                                 |
| Helsinki 1952                                | [[File: Flag of the Soviet Union (1936 – 1955).svg\|class=noviewer\| Unione Sovietica (bandiera)\|border\|20x16px]] Viktor Čukarin | [[File: Flag of the Soviet Union (1936 – 1955).svg\|class=noviewer\| Unione Sovietica (bandiera)\|border\|20x16px]] Evgenij Korol'kov | —                                                 |
| Helsinki 1952                                | [[File: Flag of the Soviet Union (1936 – 1955).svg\|class=noviewer\| Unione Sovietica (bandiera)\|border\|20x16px]] Viktor Čukarin | [[File: Flag of the Soviet Union (1936 – 1955).svg\|class=noviewer\| Unione Sovietica (bandiera)\|border\|20x16px]] Hrant Šahinyan    | —                                                 |
| Melbourne 1956                               | Boris Šachlin | Takashi Ono | Viktor Čukarin                                    |
| Roma 1960                                    | Eugen Ekman | — | Shūji Tsurumi                                     |
| Roma 1960                                    | Boris Šachlin | — | Shūji Tsurumi                                     |
| Tokyo 1964                                   | Miroslav Cerar | Shūji Tsurumi | Jurij Capenko                                     |
| Città del Messico 1968                       | Miroslav Cerar | Olli Laiho | Michail Voronin                                   |
| Monaco 1972                                  | Viktor Klimenko | Sawao Katō | Eizō Kenmotsu                                     |
| Montreal 1976                                | Zoltán Magyar | Eizō Kenmotsu | Nikolaj Andrianov                                 |
| Montreal 1976                                | Zoltán Magyar | Eizō Kenmotsu | Michael Nikolay                                   |
| Mosca 1980                                   | Zoltán Magyar | Aleksandr Ditjatin | Michael Nikolay                                   |
| Los Angeles 1984                             | Li Ning | — | Timothy Daggett                                   |
| Los Angeles 1984                             | Peter Vidmar | — | Timothy Daggett                                   |
| Seul 1988                                    | Dmitrij Bilozerčev | — | —                                                 |
| Seul 1988                                    | Zsolt Borkai | — | —                                                 |
| Seul 1988                                    | Ljubomir Geraskov | — | —                                                 |
| Barcellona 1992                              | Vital' Ščėrba | — | Andreas Wecker                                    |
| Barcellona 1992                              | Pae Gil-su | — | Andreas Wecker                                    |
| Atlanta 1996                                 | Donghua Li | Marius Urzică | Aleksej Nemov                                     |
| Sydney 2000                                  | Marius Urzică | Éric Poujade | Aleksej Nemov                                     |
| Atene 2004                                   | Teng Haibin | Marius Urzică | Takehiro Kashima                                  |
| Pechino 2008                                 | Xiao Qin | Filip Ude | Louis Smith                                       |
| Londra 2012                                  | Krisztián Berki | Louis Smith | Max Whitlock                                      |
| Rio de Janeiro 2016                          | Max Whitlock | Louis Smith | Alexander Naddour                                 |
| Tokyo 2020                                   | Max Whitlock | Lee Chih-kai | Kazuma Kaya                                       |
| Parigi 2024                                  | Rhys McClenaghan | Nariman Kurbanov | Stephen Nedoroscik                                |
| Atleta meglio premiato: Max Whitlock (2/0/1) | Atleta meglio premiato: Max Whitlock (2/0/1)                                                                                       | Nazione meglio premiata: Unione Sovietica (5/3/4)                                                                                     | Nazione meglio premiata: Unione Sovietica (5/3/4) |

### Anelli
| Edizione                                                           | Oro | Argento | Bronzo |
| ------------------------------------------------------------------ | --- | --- | --- |
| Atene 1896                                                         | Iōannīs Mītropoulos | Hermann Weingärtner | Petros Persakis |
| St. Louis 1904                                                     | Hermann Glass | William Merz | Emil Voigt |
| Parigi 1924                                                        | Francesco Martino | Robert Pražák | Ladislav Vácha |
| Amsterdam 1928                                                     | Leon Štukelj | Ladislav Vácha | Emanuel Löffler |
| Los Angeles 1932                                                   | George Gulack | William Denton | Giovanni Lattuada |
| Berlino 1936                                                       | Alois Hudec | Leon Štukelj | Matthias Volz |
| Londra 1948                                                        | Karl Frei | Michael Reusch | Zdeněk Růžička |
| Helsinki 1952                                                      | [[File: Flag of the Soviet Union (1936 – 1955).svg\|class=noviewer\| Unione Sovietica (bandiera)\|border\|20x16px]] Hrant Šahinyan | [[File: Flag of the Soviet Union (1936 – 1955).svg\|class=noviewer\| Unione Sovietica (bandiera)\|border\|20x16px]] Viktor Čukarin | Hans Eugster |
| Helsinki 1952                                                      | [[File: Flag of the Soviet Union (1936 – 1955).svg\|class=noviewer\| Unione Sovietica (bandiera)\|border\|20x16px]] Hrant Šahinyan | [[File: Flag of the Soviet Union (1936 – 1955).svg\|class=noviewer\| Unione Sovietica (bandiera)\|border\|20x16px]] Viktor Čukarin | [[File: Flag of the Soviet Union (1936 – 1955).svg\|class=noviewer\| Unione Sovietica (bandiera)\|border\|20x16px]] Dmytro Leonkin |
| Melbourne 1956                                                     | Al'bert Azarjan | Valentin Muratov | Masao Takemoto |
| Melbourne 1956                                                     | Al'bert Azarjan | Valentin Muratov | Masami Kubota |
| Roma 1960                                                          | Al'bert Azarjan | Boris Šachlin | Velik Kapsăzov |
| Roma 1960                                                          | Al'bert Azarjan | Boris Šachlin | Takashi Ono |
| Tokyo 1964                                                         | Takuji Hayata | Franco Menichelli | Boris Šachlin |
| Città del Messico 1968                                             | Akinori Nakayama | Michail Voronin | Sawao Katō |
| Monaco 1972                                                        | Akinori Nakayama | Michail Voronin | Mitsuo Tsukahara |
| Montreal 1976                                                      | Nikolaj Andrianov | Aleksandr Ditjatin | Dănuţ Grecu |
| Mosca 1980                                                         | Aleksandr Ditjatin | Aleksandr Tkačëv | Jiří Tabák |
| Los Angeles 1984                                                   | Kōji Gushiken | — | Mitch Gaylord |
| Los Angeles 1984                                                   | Li Ning | — | Mitch Gaylord |
| Seul 1988                                                          | Holger Behrendt | — | Sven Tippelt |
| Seul 1988                                                          | Dmitrij Bilozerčev | — | Sven Tippelt |
| Barcellona 1992                                                    | Vital' Ščėrba | Li Jing | Andreas Wecker |
| Atlanta 1996                                                       | Yuri Chechi | Dan Burincă | — |
| Atlanta 1996                                                       | Yuri Chechi | Szilveszter Csollány | — |
| Sydney 2000                                                        | Szilveszter Csollány | Dimosthenis Tampakos | Jordan Jovčev |
| Atene 2004                                                         | Dimosthenis Tampakos | Jordan Jovčev | Yuri Chechi |
| Pechino 2008                                                       | Chen Yibing | Yang Wei | Oleksandr Vorobjov |
| Londra 2012                                                        | Arthur Zanetti | Chen Yibing | Matteo Morandi |
| Rio de Janeiro 2016                                                | Eleutherios Petrounias | Arthur Zanetti | Denis Abljazin |
| Tokyo 2020                                                         | Liu Yang | You Hao | Eleutherios Petrounias |
| Parigi 2024                                                        | Liu Yang | Zou Jingyuan | Eleutherios Petrounias |
| Atleta meglio premiato: Al'bert Azarjan e Akinori Nakayama (2/0/0) | Atleta meglio premiato: Al'bert Azarjan e Akinori Nakayama (2/0/0)                                                                 | Nazione meglio premiata: Unione Sovietica (6/7/2)                                                                                  | Nazione meglio premiata: Unione Sovietica (6/7/2)                                                                                  |

### Volteggio
| Edizione                                          | Oro | Argento                                           | Bronzo                                            |
| ------------------------------------------------- | --- | ------------------------------------------------- | ------------------------------------------------- |
| Atene 1896                                        | Carl Schumann | Louis Zutter                                      | Hermann Weingärtner                               |
| St. Louis 1904                                    | George Eyser Anton Heida | __                                                | William Merz                                      |
| Parigi 1924                                       | Frank Kriz | Jan Koutný                                        | Bohumil Mořkovský                                 |
| Amsterdam 1928                                    | Eugen Mack | Emanuel Löffler                                   | Stane Derganc                                     |
| Los Angeles 1932                                  | Savino Guglielmetti | Alfred Jochim                                     | Edward Carmichael                                 |
| Berlino 1936                                      | Alfred Schwarzmann | Eugen Mack                                        | Matthias Volz                                     |
| Londra 1948                                       | Paavo Aaltonen | Olavi Rove                                        | János Mogyorósy-Klencs                            |
| Londra 1948                                       | Paavo Aaltonen | Olavi Rove                                        | Ferenc Pataki                                     |
| Londra 1948                                       | Paavo Aaltonen | Olavi Rove                                        | Leo Sotorník                                      |
| Helsinki 1952                                     | [[File: Flag of the Soviet Union (1936 – 1955).svg\|class=noviewer\| Unione Sovietica (bandiera)\|border\|20x16px]] Viktor Čukarin | Masao Takemoto                                    | Takashi Ono                                       |
| Helsinki 1952                                     | [[File: Flag of the Soviet Union (1936 – 1955).svg\|class=noviewer\| Unione Sovietica (bandiera)\|border\|20x16px]] Viktor Čukarin | Masao Takemoto                                    | Tadao Uesako                                      |
| Melbourne 1956                                    | Helmut Bantz | —                                                 | Jurij Titov                                       |
| Melbourne 1956                                    | Valentin Muratov | —                                                 | Jurij Titov                                       |
| Roma 1960                                         | Takashi Ono | —                                                 | Vladimir Portnoj                                  |
| Roma 1960                                         | Boris Šachlin | —                                                 | Vladimir Portnoj                                  |
| Tokyo 1964                                        | Haruhiro Yamashita | Viktor Lisickij                                   | Hannu Rantakari                                   |
| Città del Messico 1968                            | Michail Voronin | Yukio Endō                                        | Sergej Diomidov                                   |
| Monaco 1972                                       | Klaus Köste | Viktor Klimenko                                   | Nikolaj Andrianov                                 |
| Montreal 1976                                     | Nikolaj Andrianov | Mitsuo Tsukahara                                  | Hiroshi Kajiyama                                  |
| Mosca 1980                                        | Nikolaj Andrianov | Aleksandr Ditjatin                                | Roland Brückner                                   |
| Los Angeles 1984                                  | Lou Yun | Mitch Gaylord                                     | —                                                 |
| Los Angeles 1984                                  | Lou Yun | Li Ning                                           | —                                                 |
| Los Angeles 1984                                  | Lou Yun | Kōji Gushiken                                     | —                                                 |
| Los Angeles 1984                                  | Lou Yun | Shinji Morisue                                    | —                                                 |
| Seul 1988                                         | Lou Yun | Sylvio Kroll                                      | Park Jong-hoon                                    |
| Barcellona 1992                                   | Vital' Ščėrba | Hryhorij Misjutin                                 | Yoo Ok-ryul                                       |
| Atlanta 1996                                      | Aleksej Nemov | Yeo Hong-chul                                     | Vital' Ščėrba                                     |
| Sydney 2000                                       | Gervasio Deferr | Aleksej Bondarenko                                | Leszek Blanik                                     |
| Atene 2004                                        | Gervasio Deferr | Evgeni Sapronenko                                 | Marian Drăgulescu                                 |
| Pechino 2008                                      | Leszek Blanik | Thomas Bouhail                                    | Anton Golocuckov                                  |
| Londra 2012                                       | Yang Hak-seon | Denis Abljazin                                    | Ihor Radivilov                                    |
| Rio de Janeiro 2016                               | Ri Se-gwang | Denis Abljazin                                    | Kenzō Shirai                                      |
| Tokyo 2020                                        | Shin Jea-hwan | Denis Abljazin                                    | Artur Davtjan                                     |
| Parigi 2024                                       | Carlos Edriel Yulo | Artur Davtjan                                     | Harry Hepworth                                    |
| Atleta meglio premiato: Nikolaj Andrianov (2/0/1) | Atleta meglio premiato: Nikolaj Andrianov (2/0/1)                                                                                  | Nazione meglio premiata: Unione Sovietica (6/3/4) | Nazione meglio premiata: Unione Sovietica (6/3/4) |

### Parallele simmetriche
| Edizione                                    | Oro                                         | Argento | Bronzo                                    |
| ------------------------------------------- | ------------------------------------------- | --- | ----------------------------------------- |
| Atene 1896                                  | Alfred Flatow                               | Louis Zutter | —                                         |
| St. Louis 1904                              | George Eyser                                | Anton Heida | John Duha                                 |
| Parigi 1924                                 | August Güttinger                            | Robert Pražák | Giorgio Zampori                           |
| Amsterdam 1928                              | Ladislav Vácha                              | Josip Primožič | Hermann Hänggi                            |
| Los Angeles 1932                            | Romeo Neri                                  | István Pelle | Heikki Savolainen                         |
| Berlino 1936                                | Konrad Frey                                 | Michael Reusch | Alfred Schwarzmann                        |
| Londra 1948                                 | Michael Reusch                              | Veikko Huhtanen | Christian Kipfer                          |
| Londra 1948                                 | Michael Reusch                              | Veikko Huhtanen | Josef Stalder                             |
| Helsinki 1952                               | Hans Eugster                                | [[File: Flag of the Soviet Union (1936 – 1955).svg\|class=noviewer\| Unione Sovietica (bandiera)\|border\|20x16px]] Viktor Čukarin | Josef Stalder                             |
| Melbourne 1956                              | Viktor Čukarin                              | Masami Kubota | Takashi Ono                               |
| Melbourne 1956                              | Viktor Čukarin                              | Masami Kubota | Masao Takemoto                            |
| Roma 1960                                   | Boris Šachlin                               | Giovanni Carminucci | Takashi Ono                               |
| Tokyo 1964                                  | Yukio Endō                                  | Shūji Tsurumi | Franco Menichelli                         |
| Città del Messico 1968                      | Akinori Nakayama                            | Michail Voronin | Viktor Klimenko                           |
| Monaco 1972                                 | Sawao Katō                                  | Shigeru Kasamatsu | Eizō Kenmotsu                             |
| Montreal 1976                               | Sawao Katō                                  | Nikolaj Andrianov | Mitsuo Tsukahara                          |
| Mosca 1980                                  | Aleksandr Tkačëv                            | Aleksandr Ditjatin | Roland Brückner                           |
| Los Angeles 1984                            | Bart Conner                                 | Nobuyuki Kajitani | Mitch Gaylord                             |
| Seul 1988                                   | Vladimir Artëmov                            | Valerij Ljukin | Sven Tippelt                              |
| Barcellona 1992                             | Vital' Ščėrba                               | Li Jing | Ihor Korobčynskyj                         |
| Barcellona 1992                             | Vital' Ščėrba                               | Li Jing | Guo Linyao                                |
| Barcellona 1992                             | Vital' Ščėrba                               | Li Jing | Masayuki Matsunaga                        |
| Atlanta 1996                                | Rustam Šaripov                              | Jair Lynch | Vital' Ščėrba                             |
| Sydney 2000                                 | Li Xiaopeng                                 | Lee Joo-hyung | Aleksej Nemov                             |
| Atene 2004                                  | Valerij Hončarov                            | Hiroyuki Tomita | Li Xiaopeng                               |
| Pechino 2008                                | Li Xiaopeng                                 | Yoo Won-chul | Anton Fokin                               |
| Londra 2012                                 | Feng Zhe                                    | Marcel Nguyen | Hamilton Sabot                            |
| Rio de Janeiro 2016                         | Oleh Vernjajev                              | Danell Leyva | David Beljavskij                          |
| Tokyo 2020                                  | Zou Jingyuan                                | Lukas Dauser | Ferhat Arıcan                             |
| Parigi 2024                                 | Zou Jingyuan                                | Illia Kovtun | Shinnosuke Oka                            |
| Atleta meglio premiato: Li Xiaopeng (2/0/1) | Atleta meglio premiato: Li Xiaopeng (2/0/1) | Nazione meglio premiata: Giappone (4/5/6)                                                                                          | Nazione meglio premiata: Giappone (4/5/6) |

### Sbarra
| Edizione                                                       | Oro                                                            | Argento                                   | Bronzo                                    |
| -------------------------------------------------------------- | -------------------------------------------------------------- | ----------------------------------------- | ----------------------------------------- |
| Atene 1896                                                     | Hermann Weingärtner                                            | Alfred Flatow                             | —                                         |
| St. Louis 1904                                                 | Anton Heida                                                    | —                                         | George Eyser                              |
| St. Louis 1904                                                 | Edward Hennig                                                  | —                                         | George Eyser                              |
| Parigi 1924                                                    | Leon Štukelj                                                   | Jean Gutweniger                           | André Higelin                             |
| Amsterdam 1928                                                 | Georges Miez                                                   | Romeo Neri                                | Eugen Mack                                |
| Los Angeles 1932                                               | Dallas Bixler                                                  | Heikki Savolainen                         | Einari Teräsvirta                         |
| Berlino 1936                                                   | Aleksanteri Saarvala                                           | Konrad Frey                               | Alfred Schwarzmann                        |
| Londra 1948                                                    | Josef Stalder                                                  | Walter Lehmann                            | Veikko Huhtanen                           |
| Helsinki 1952                                                  | Jack Günthard                                                  | Alfred Schwarzmann                        | —                                         |
| Helsinki 1952                                                  | Jack Günthard                                                  | Josef Stalder                             | —                                         |
| Melbourne 1956                                                 | Takashi Ono                                                    | Jurij Titov                               | Masao Takemoto                            |
| Roma 1960                                                      | Takashi Ono                                                    | Masao Takemoto                            | Boris Šachlin                             |
| Tokyo 1964                                                     | Boris Šachlin                                                  | Jurij Titov                               | Miroslav Cerar                            |
| Città del Messico 1968                                         | Akinori Nakayama                                               | —                                         | Eizō Kenmotsu                             |
| Città del Messico 1968                                         | Michail Voronin                                                | —                                         | Eizō Kenmotsu                             |
| Monaco 1972                                                    | Mitsuo Tsukahara                                               | Sawao Katō                                | Shigeru Kasamatsu                         |
| Montreal 1976                                                  | Mitsuo Tsukahara                                               | Eizō Kenmotsu                             | Eberhard Gienger                          |
| Montreal 1976                                                  | Mitsuo Tsukahara                                               | Eizō Kenmotsu                             | Henry Boério                              |
| Mosca 1980                                                     | Stojan Delčev                                                  | Aleksandr Ditjatin                        | Nikolaj Andrianov                         |
| Los Angeles 1984                                               | Shinji Morisue                                                 | Tong Fei                                  | Kōji Gushiken                             |
| Seul 1988                                                      | Vladimir Artëmov                                               | —                                         | Holger Behrendt                           |
| Seul 1988                                                      | Valerij Ljukin                                                 | —                                         | Marius Gherman                            |
| Barcellona 1992                                                | Trent Dimas                                                    | Hryhorij Misjutin                         | —                                         |
| Barcellona 1992                                                | Trent Dimas                                                    | Andreas Wecker                            | —                                         |
| Atlanta 1996                                                   | Andreas Wecker                                                 | Krasimir Dunev                            | Vital' Ščėrba                             |
| Atlanta 1996                                                   | Andreas Wecker                                                 | Krasimir Dunev                            | Fan Bin                                   |
| Atlanta 1996                                                   | Andreas Wecker                                                 | Krasimir Dunev                            | Aleksej Nemov                             |
| Sydney 2000                                                    | Aleksej Nemov                                                  | Benjamin Varonian                         | Lee Joo-hyung                             |
| Atene 2004                                                     | Igor Cassina                                                   | Paul Hamm                                 | Isao Yoneda                               |
| Pechino 2008                                                   | Zou Kai                                                        | Jonathan Horton                           | Fabian Hambüchen                          |
| Londra 2012                                                    | Epke Zonderland                                                | Fabian Hambüchen                          | Zou Kai                                   |
| Rio de Janeiro 2016                                            | Fabian Hambüchen                                               | Danell Leyva                              | Nile Wilson                               |
| Tokyo 2020                                                     | Daiki Hashimoto                                                | Tin Srbić                                 | Nikita Nagornyj                           |
| Parigi 2024                                                    | Shinnosuke Oka                                                 | Angel Barajas                             | Zhang Boheng                              |
| Parigi 2024                                                    | Shinnosuke Oka                                                 | Angel Barajas                             | Tang Chia-Hung                            |
| Atleta meglio premiato: Takashi Ono e Mitsuo Tsukahara (2/0/0) | Atleta meglio premiato: Takashi Ono e Mitsuo Tsukahara (2/0/0) | Nazione meglio premiata: Giappone (7/3/5) | Nazione meglio premiata: Giappone (7/3/5) |

### Eventi non più disputati
| Edizione                  | Oro                     | Argento                | Bronzo                 |
| Arrampicata della fune    | Arrampicata della fune  | Arrampicata della fune | Arrampicata della fune |
| ------------------------- | ----------------------- | ---------------------- | ---------------------- |
| Atene 1896                | Nikolaos Andriakopoulos | Thomasios Xenakis      | Fritz Hofmann          |
| St. Louis 1904            | George Eyser            | Charles Krause         | Emil Voigt             |
| Atene 1906                | Georgios Aliprantis     | Béla Erödy             | Konstantinos Kozanitas |
| Parigi 1924               | Bedřich Šupčík          | Albert Séguin          | August Güttinger       |
| Parigi 1924               | Bedřich Šupčík          | Albert Séguin          | Ladislav Vácha         |
| Los Angeles 1932          | Raymond Bass            | William Galbraith      | Thomas Connolly        |
| Clave                     |                         |                        |                        |
| St. Louis 1904            | Edward Hennig           | Emil Voigt             | Ralph Wilson           |
| Combinato - 4 eventi      |                         |                        |                        |
| St. Louis 1904            | Anton Heida             | George Eyser           | William Merz           |
| Combinato - 3 eventi      |                         |                        |                        |
| St. Louis 1904            | Adolf Spinnler          | Julius Lenhart         | Wilhelm Weber          |
| Combinato - 5 eventi      |                         |                        |                        |
| Atene 1906                | Pierre Payssé           | Alberto Braglia        | Georges Charmoille     |
| Combinato - 6 eventi      |                         |                        |                        |
| Atene 1906                | Pierre Payssé           | Alberto Braglia        | Georges Charmoille     |
| Sistema libero a squadre  |                         |                        |                        |
| Stoccolma 1912            | Norvegia                | Finlandia              | Danimarca              |
| Anversa 1920              | Danimarca               | Norvegia               | —                      |
| Sistema svedese a squadre |                         |                        |                        |
| Stoccolma 1912            | Svezia                  | Danimarca              | Norvegia               |
| Anversa 1920              | Svezia                  | Danimarca              | Belgio                 |
| Sbarra a squadre          |                         |                        |                        |
| Atene 1896                | Germania                | —                      | —                      |
| Parallele a squadre       |                         |                        |                        |
| Atene 1896                | Germania                | Grecia                 | Grecia                 |
| Volteggio a cavallo       |                         |                        |                        |
| Parigi 1924               | Albert Séguin           | François Gangloff      | —                      |
| Parigi 1924               | Albert Séguin           | Jean Gounot            | —                      |
| Clave indiane             |                         |                        |                        |
| Los Angeles 1932          | George Roth             | Philip Erenberg        | William Kuhlemeier     |
| Tumbling                  |                         |                        |                        |
| Los Angeles 1932          | Rowland Wolfe           | Edward Gross           | William Herrmann       |